# 葦本祐二
葦本 祐二（あしもと ゆうじ）は、北海道余市町出身の元スキージャンプ選手、チェアスキー選手。斉藤浩哉、岡部孝信らは同学年。

## プロフィール
余市沢町小学校3年の時余市ジャンプ少年団でジャンプを始めた。
余市西中学校－余市高校－東洋実業グループ
1991年の宮様スキー大会ノーマルヒルで社会人初優勝。
1992-1993シーズンがベストシーズンで1992年12月20日に札幌のラージヒルでスキージャンプ・ワールドカップで12位となり初ポイントを獲得、コンチネンタルカップを兼ねた札幌オリンピック記念国際スキージャンプ競技大会で優勝すると次の週のワールドカップ（1月23日、イタリア）では自己最高位となる3位に入賞した。
翌日の団体戦でも東輝、原田雅彦、葛西紀明と組んで3位となった。
1994年5月に小樽市内で自動車を運転中事故を起こし頸椎損傷で胸から下が不随となった。
リハビリを重ねたのち1996年4月に社会復帰し車いすマラソンやチェアスキーを始めた。
パラリンピックへの出場を目指したが2010年現在出場ならず。

## 日本国内での主な競技成績
- 1985.12.29(日)　第20回雪印杯全日本ジャンプ旭川大会中学生の部優勝
- 1986.01.12(日)　第27回雪印杯全日本ジャンプ大会中学生の部優勝
- 1988.03.21(月)　第23回倶知安町長杯全道ジャンプ大会少年組優勝
- 1988.03.29(火)　第7回全国ジュニアオリンピック・スキー競技大会 C組優勝
- 1991.02.25(月) 第62回宮様スキー大会国際競技会（ノーマルヒル） 成年の部優勝
- 1993.01.15(金) 第21回札幌オリンピック記念国際スキージャンプ競技大会 優勝